# Wilbiki
Wilbiki (biał. Вільбікі; ros. Вильбики) – chutor na Białorusi, w obwodzie grodzieńskim, w rejonie werenowskim, w sielsowiecie Bolciszki, nad Dzitwą.
Dawniej okolica szlachecka. W XIX w. zamieszkałe wyłącznie przez katolików. W dwudziestoleciu międzywojennym leżały w Polsce, w województwie nowogródzkim, w powiecie lidzkim, w gminie Raduń.